# Andelsbevægelsen i Danmark
Andelsbevægelsen i Danmark omfatter de forskellige danske økonomiske foreninger, der drives efter andelsprincipperne. Det betyder i almindelighed, at deres formål er at ordne deres medlemmers forbrug eller produktion eller fremme deres fælles økonomiske interesser på den for dem mest frugtbringende og almengavnlige måde. Sædvanlig er de "åbne" foreninger bygget på solidaritet, og som regel har i dem – i modsætning til, hvad tilfældet er i aktieselskaber – hver mand én og kun én stemme (ofte formuleret som at man stemmer efter hoveder og ikke efter høveder), og fortjenesten fordeles til de enkelte medlemmer i forhold til disses omsætning. Bevægelsen havde sin storhedstid fra slutningen af 1800-tallet til 1960'erne. Andelsejede virksomheder er en slags kooperativer.

## Historie
Den første kooperative virksomhed anses generelt, at være skotske Shore Porters Society, der blev etableret i Aberdeen i 1498. Det første dokumenterede indkøbskooperativ, Fenwick Weavers' Society, blev etableret også i Skotland i 1769, og i 1830'erne var der i Storbritannien flere hundrede andelsvirksomheder. Det var imidlertid først i 1844, at der med etableringen af Rochdale Society og de tilhørende "Rochdale Principles", at grundlaget for den moderne andelsbevægelse blev etableret.
I Danmark sættes andelsbevægelsens fødselsår til 1866, da den første danske forbrugsforening, Thisted Arbejderforening, blev stiftet i Thisted af provst Hans Christian Sonne, der således blev det moderne andelssystems banebryder i Danmark. Disse brugsforeninger, som de almindeligvis kaldes i dag, voksede relativt hurtigt i antal. Omkring 1. verdenskrig fandtes der cirka 1400 (af disse kun cirka 50 i byerne) med et samlet medlemsantal på omkring 200.000 og en årlig omsætning på cirka 70 millioner kr.[kilde mangler] 1896 oprettedes Fællesforeningen for Danmarks Brugsforeninger, FDB, hvis væsentligste formål var at foretage fællesindkøb for de enkelte foreninger. 1916 dannede 16 københavnske brugsforeninger Hovedstadens Brugsforening (HB), der i 1973 fusionerede med FDB.[kilde mangler]
Efter brugsforeningerne fulgte andelsmejerierne. Allerede så tidligt som i 1875-1883 var mælken fra forskellige ejendomme i Kauslunde Sogn på Fyn blevet samlet til en fællesbehandling, men denne fandt dog ikke sted på et egentlig andelsgrundlag.[kilde mangler] Mejeridriften havde gamle rødder, men med den langsomme omlægning til animalsk produktion, som dansk landbrug gennemgik i 1800-tallet, begyndte man også på de mindre gårde at have egne mejerier.[kilde mangler] Man forsøgte sig med forskellige former for fællesdrift og mejeriuddannelse bredte sig. De store mejerier var førende i den teknologiske udvikling, og afsætningsforholdene begunstigede også de store. Derfor var en samling af produktionen fra mange små enheder ikke fjern, og fællesmejerierne fik en opblomstring i tiden lige før andelstanken slog igennem.[kilde mangler] Det første andelsmejeri (Hjedding Andelsmejeri) oprettedes i 1882 i Hjedding. Andelsmejeriformen spredte sig hurtigt ud over landet fra 1882 til 1888, hvor det egentlige gennembrud kom, og derefter aftog væksten. Succesen inspirerede andre til lignende driftsformer i andre dele af landbruget, og flere andre andelsvirksomheder kom til. På Island blev fx de første andelsslagterier oprettet i 1907.[kilde mangler]
Foruden brugsforeningerne blev der også oprettet et stort antal indkøbs- og salgsforeninger for landbruget efter andelsprincipper. Disse var sammenslutninger med det formål at samle og lede produktionsomsætningen så direkte som muligt fra producent til forbruger, således at handelsomkostningerne formindskedes, og kontrollen med produkterne skærpedes. Blandt sådanne sammenslutninger, der omfattede køb af driftsmidler som maskiner og redskaber, gødnings-og foderstoffer, sæd, frø og lignende samt salg af smør, kød, kvæg og lignende, kan eksempelvis nævnes Jysk Andels Foderstofforretning, der blev oprettet 1898. En række af disse foreninger fusionerede i 1969 til Dansk Landbrugs Grovvareselskab, DLG.
De forskellige andelsforetagender sluttede sig inden for deres specielle områder som regel sammen i fællesforeninger, og de vigtigste af disse dannede en fællesrepræsentation, Andelsudvalget (det nuværende Danske Andelsselskaber), hvis formål var at udvikle andelsforeningernes virksomhed og styrke deres stilling.

## Andelsbønderne
Andelsfolkene i 1880’erne var typisk middelstore gårdmænd med grundtvigianske holdninger, og de havde typisk en tilknytning til Venstre-gruppen i Folketinget. Den nye gårdmandsklasse på vej op var i opposition til godsejerne, der var den gamle magtelite. Den havde svært ved at acceptere, at almuen skulle være regeringsegnet. Gårdmændene blev indtil omkring 1900 holdt udenfor indflydelse i Rigsdagen, hvilket var svært at acceptere for en økonomisk mere og mere betydende gruppe, der mente, at et ægte folkestyre krævede, at folket fik magten, og det folk var ifølge dem selv bønderne.
En følge af magtkampen var at andelsbevægelsen blev brugt som ideologisk våben. Den kunne vise, hvor progressive og demokratiske gårdmændene og dermed deres politiske bevægelse var, modsat deres konservative modstandere. En udløber denne konflikt var også en konkurrence mellem andels- og herregårdsmejerierne på kvaliteten af produktionen. Vigtigt for andelsbevægelsens ideologi var en bevidsthed om uafhængighed, selvorganisering og selvstyre over for statsmagt og privatkapitalisterne. Denne ideologi har sin rod i den lille enhed: Familiebruget, hvor produktion og salg til eksport udgik fra, det som er grundlaget for den danske agrarkapitalisme.
At produktionen var spredt ud på flere mindre enheder udjævnede forskellen mellem klasserne og gav umiddelbart et mere demokratisk præg. Ligesom demokratiet krævede det, krævede landbrugsfællesskabet også enighed i beslutningerne mellem de uafhængige og ligeværdige parter.